# Theanthis
Theanthis är ett släkte av skalbaggar. Theanthis ingår i familjen vivlar.
Kladogram enligt Catalogue of Life:
| Theanthis | \| \| Theanthis pectoralis \| \| \| \| \| \| Theanthis rhomboidea \| \| \| \| \| \| Theanthis striatula \| \| \| \| |
|           | \| \| Theanthis pectoralis \| \| \| \| \| \| Theanthis rhomboidea \| \| \| \| \| \| Theanthis striatula \| \| \| \| |
|           | Theanthis pectoralis                                                                                                |
|           | |
|           | Theanthis rhomboidea                                                                                                |
|           | |
|           | Theanthis striatula                                                                                                 |
|           | |